# Regiondjursjukhuset Helsingborg
Djursjukhuset Helsingborg är ett av Sveriges största djursjukhus beläget invid Berga kasern i Helsingborg. Sjukhuset ingår sedan år 2012 i sjukhusgruppen Evidensia Djursjukvård.

## Historik
Sjukhuset har sina rötter i den hästklinik som var inrymd hos Skånska kavalleriregementet, K2, då detta var förlagt i Helsingborg. Sjukstallet var huvudsakligen menat att vårda kronans hästar vid behov, men man tog även, i mån av tid, in djur från närregionen för undersökning och behandling. Från 1948 förestods stallet av regementsveterinär Fritz Sevelius och när regementet lämnade Helsingborg 1952 fortsatte denna med verksamheten i samma lokaler. Ett riksdagsbeslut slog 1954 fast att sjukhuset skulle bli en regional djursjukvårdsinrättning för Sveriges då fem sydligaste län. På så sätt blev djursjukhuset i Helsingborg Sveriges första egentliga djursjukhus. Malmöhus Läns Hushållningssällskap steg in som huvudansvariga för sjukhuset, men Sevelius fortsatte som chefsveterinär och drivande kraft fram till 1975. Från och med 1964 var Malmöhos Läns Hushållninssällskap även ägare till sjukhuset.
Efter regeringsbeslutet utökades sjukhuset snabbt för att kunna hantera det utökade verksamhetsområdet. Man fick kliniker för vård av både stordjur och smådjur. 1956 inrättades en operationssal för stordjur, 1966 byggdes en isoleringavdelning för smådjur och stordjur och 1969 moderniserades smådjurskliniken samtidigt som en poliklinikavdelning för stordjur skapades. Vid slutet av 70-talet hade verksamheten vuxit sig för stor och därför började man etappvis utöka lokalerna mellan 1982 och 1992. Det nya djursjukhuset hade en yta på 6 500 m² och kostade 50 miljoner kronor att färdigställa. Ytterligare tillbyggnader har under 2000-talet kunnat göras med hjälp av donationer, till exempel har en ny fysioterapiavdelning tillkommit.
Sjukhuset figurerar i SVT:s TV-serie Djursjukhuset.

## Verksamhet
År 2005 hade sjukhuset cirka 115 anställda fördelat på veterinärer, djursjukskötare, djurvårdare och administrativ personal. Under 2006 tog man emot 22 792 smådjur, varav 3 350 opererades, och 6 517 stordjur, varav ungefär 1 000 genomgick operationer. Förutom sin roll som djursjukhus ska Regiondjursjukhuset Helsingborg även fungera som ett remissdjursjukhus för södra Sverige. Man är Stiftelsen Svensk Djursjukvårds centrum för specialistdjursjukvård, forskning och utbildning. Man tar varje år emot elever från Djursjukskötarprogrammet på SLU i Skara för praktik.